# Romaissa Belabiod
Romaissa Tahani Belabiod (28 febbraio 1991) è una lunghista algerina.

## Palmarès
| Anno | Manifestazione                    | Sede        | Evento         | Risultato | Prestazione | Note |
| ---- | --------------------------------- | ----------- | -------------- | --------- | ----------- | ---- |
| 2011 | Giochi panafricani                | Maputo      | Salto in lungo | Bronzo    | 6,46 m      |      |
| 2011 | Campionati arabi                  | al-'Ayn     | Salto in lungo | Oro       | 6,03 m      |      |
| 2011 | Campionati arabi                  | al-'Ayn     | 100 m hs       | Bronzo    | 14"46       |      |
| 2011 | Giochi panarabi                   | Doha        | Salto in lungo | Oro       | 6,07 m      |      |
| 2011 | Giochi panarabi                   | Doha        | 100 m hs       | Bronzo    | 14"37       |      |
| 2014 | Campionati africani               | Marrakech   | Salto in lungo | 5ª        | 6,17 m      |      |
| 2015 | Campionati arabi                  | Manama      | Salto in lungo | Oro       | 6,37 m      |      |
| 2015 | Giochi panafricani                | Brazzaville | Salto in lungo | Argento   | 6,30 m      |      |
| 2017 | Campionati arabi                  | Radès       | Salto in lungo | Oro       | 6,30 m      |      |
| 2017 | Giochi della solidarietà islamica | Baku        | Salto in lungo | Oro       | 6,33 m      |      |
| 2017 | Universiadi                       | Taipei      | Salto in lungo | 9ª        | 6,10 m      |      |